# منتخب يوغوسلافيا لكرة الطائرة للرجال
منتخب يوغوسلافيا الوطني لكرة الطائرة للرجال هو ممثل يوغوسلافيا الرسمي في المنافسات الدولية في كرة طائرة في فئة كرة الطائرة للرجال.